# Cementerio de Polloe

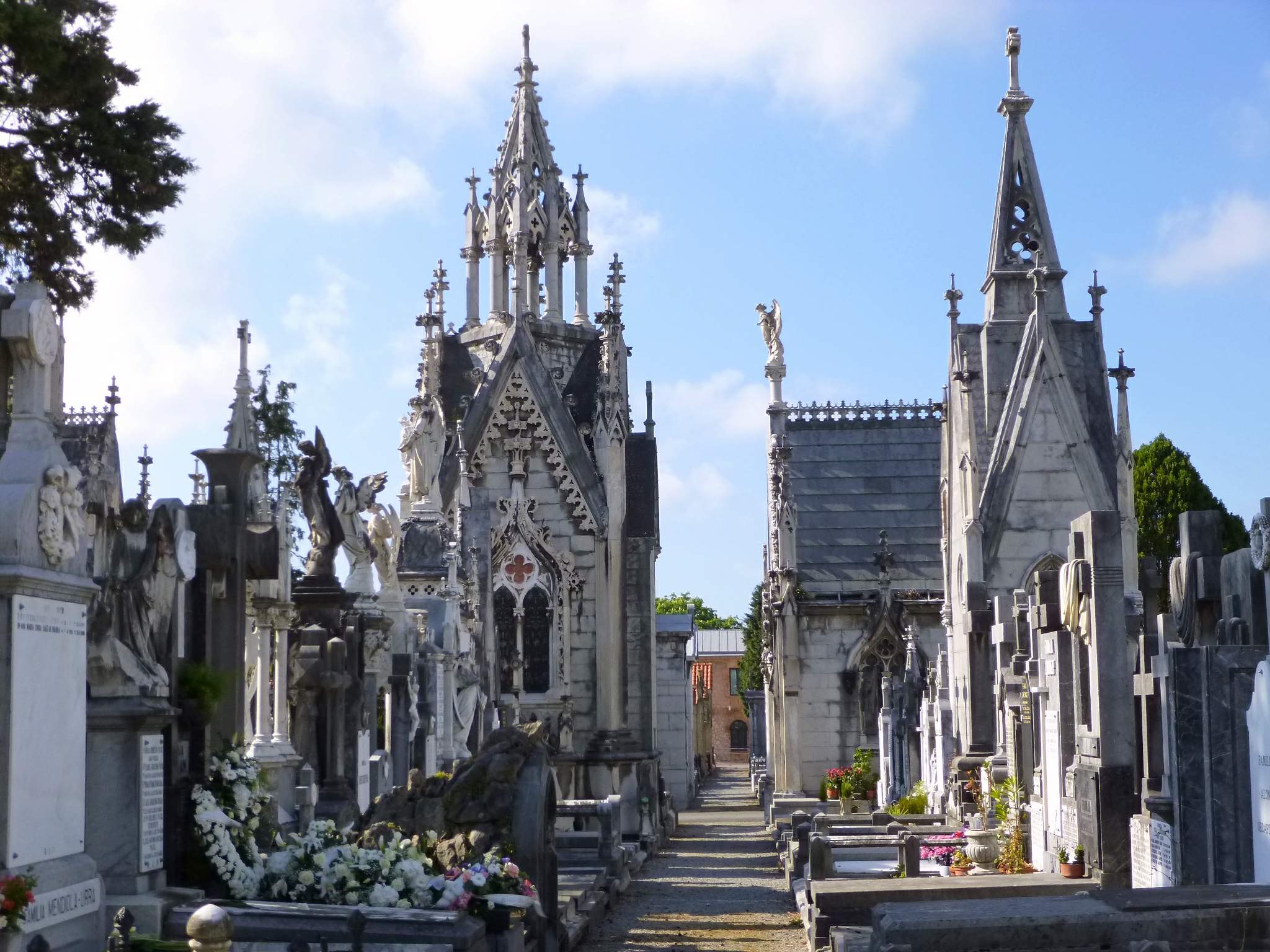
Cementerio de Polloe, San Sebastian

Der Cementerio de Polloe ist ein Friedhof in Donostia-San Sebastián (Gipuzkoa) im spanischen Baskenland. Er wurde nach der königlichen Bulle von König Karl III. gebaut, welche dafür sorgte, die Friedhöfe außerhalb der Städte zu bauen. Errichtet durch den Architekten José de Goikoa, wurde der Friedhof 1878 eingeweiht.

## Gräber bekannter Persönlichkeiten
- Clara Campoamor (1888–1972), Politikerin und Verfechterin der Rechte der Frauen
- Fermín Lasala y Collado (1830–1917), Politiker und Diplomat
- Ignacio Zuloaga (1870–1945), Spanischer Maler des Impressionismus